# Nelson Suburbs FC
Der Nelson Suburbs Football Club ist ein neuseeländischer Fußballklub aus Nelson.

## Geschichte
Der Klub wurde im Jahr 1962 gegründet. Er entstand zu dieser Zeit aus der Fusion von Hospital und Waimea College Old Boys. Von 1978 bis 1985 spielte der Klub dann über achte Jahre hin in der Central League. Zur Saison 1996 wurde der Klub dann als Teilnehmer zur National Summer Soccer League eingeladen. In den drei Spielzeiten hier war man immer Teil der ausgewählten Mannschaften, schaffte es aber nie in die Finals. Danach nahm man auch an der nur in der Saison 1999 ausgetragenen South Island Soccer League teil. Mit 32 Punkten gelang hier hinter Dunedin Technical am Ende ein zweiter Platz.
Nach der großen Ligareform im Jahr 2000 trat der Klub von nun an in der Mainland Premier League an. Hier gelang der Mannschaft jeweils in den Spielzeiten 2004, 2005 und 2008 die Meisterschaft zu gewinnen.
Zur Saison 2021 durfte man als eine der besten fünf Mannschaften in die neue Southern League aufsteigen, welche von nun an als Teil der National League für die Championship qualifiziert. Bisher verpasste man aber immer die Qualifikation für diese.

## Erfolge
- Mainland Premier League
  - Meister (3): 2004, 2005, 2008